# Lü Liping
Lü Liping (吕丽萍S, Lǚ LìpíngP; Pechino, 3 aprile 1960) è un'attrice cinese.

## Premi e riconoscimenti
In occasione del centenario della nascita dell'industria cinematografica in Cina nel 2005, la China Film Performance Art Academy l'ha inserita nella lista dei "100 migliori attori in 100 anni di cinema cinese".

## Filmografia parziale
- Tiānshàng rénjiān, regia di Yu Lik-wai (1999)